# Utilisateur d'espace
En immobilier, un utilisateur d'espace est une personne ou une entreprise qui occupe un espace bâti. Parce que l'utilisateur constitue la demande pour les espaces bâtis et que c'est principalement lui qui fait les choix de localisation qui orientent le développement urbain, il est essentiel d'étudier, pour chaque type d'espace, les caractéristiques de l'utilisateur, ses exigences techniques et fonctionnelles ainsi que ses contraintes quant à la localisation. 
Dans le domaine des bureaux, un utilisateur est une personne ou une entreprise, propriétaire ou locataire, qui occupe un espace dans des immeubles de bureaux typiques.  Les fonctions en cause sont donc géographiquement indépendantes d’activités industrielles ou commerciales que l’entreprise peut avoir en d’autres lieux. La distinction est importante parce que les études de marché des bureaux ne tiennent compte que des immeubles de bureaux typiques.